# 《沙田新聞》事件
《沙田新聞》事件是中文大學新聞系學生報《沙田新聞》因報道中大畢業生投考不上政務官職位，經外間報紙轉載，引起校方高度關注，最終導致一九七六年五月底被校方下令停刊的風波。

## 起因
一九七六年四月廿九日，《沙田新聞》刊登一篇報道，標題是「八十七名中大榮譽生投考政務官名落孫山」。
報道說，前一年有八十七名中大榮譽生投考俗稱「天子門生」的政務官，可惜全部落第。時任政府銓叙司施恪更寫信給中大當局，對中大學生的表現失望，要求大學當局檢討。繼後，中大成立以副校長鄭楝材為首的調查委員會，得出結論：中大學生缺乏普通常識、英語表達能力不足、缺乏自信。
同一期的《沙田新聞》也訪問了中大就業輔導組，指中大學生多不懂寫求職信，甚至在英文信上簽中文名，「令僱主啼笑皆非」。輔導組又指不鼓勵學生自行求職，應把求職申請交輔導組統籌處理。
報道刊出，並送校方。最初校方並無特別反應，兩周後，新聞系同學按慣例將《沙田新聞》寄給各大報章。職業新聞工作者馬上嗅出話題的爆炸性，紛紛轉載兩篇對中大不利的報道。

## 風波
各報廣泛報道，並紛紛發表評論。以李卓敏校長為首的中大高層震怒，下令新亞院長全漢昇徹查，並要求學生輔導組「澄清」。輔導組隨即發公開聲明，否認曾指中大學生寫求職信技劣，並指《沙田新聞》「報道失實，深以為憾」。有指輔導組是在校方壓力下，公然撒了謊。據中大新聞學會調查，訪問進行時適有非新聞系同學在座，該同學力證報道真確，並無虛構。
其他中大同學和校友亦群情洶湧。校友紛紛致信校方詢問原由，並致函各報為中大辯護。校內同學則操上大學本部和新聞系，要求解釋。

## 結果
面對內外壓力，校方決定採取悍然措施。五月廿八日，教務會通過兩項決定：一、《沙田新聞》停刊；二、在不聽取辯白的情况下，譴責四位新聞系教師，罪名是「有虧職守」。會上有人提出應予四位老師自辯機會，但最後會議通過，因「事迹昭然」，毋須多議，即予譴責。（新亞院長全漢昇等五人對譴責教師案投反對票）。
四位被譴責的老師，分別是當時的系主任苗祺（John Mitchell）、《沙田新聞》社長魏大公博士、顧問李宜培和另一位老師陳黃義敏。魏、李二人提出司法覆核，未能成功。其後，苗、李、陳黃三位老師不獲續約，黯然離開中大。魏大公博士有終身聘約護身，得保教職，但已大受打擊，意興闌珊，不到十年，便提早退休。
原來的《沙田新聞》被新設立的《新沙田》替代。